# ژنو، شهرستان شلبی، ایندیانا
ژنو (به انگلیسی: Geneva) یک منطقهٔ مسکونی در ایالات متحده آمریکا است که در شهرستان شل‌بای، ایندیانا واقع شده‌است. ژنو ۲۳۱٫۰۴ متر بالاتر از سطح دریا واقع شده‌است.